# Roman Szymański (koszykarz)
Roman Szymański (ur. 9 kwietnia 1991) – polski koszykarz występujący na pozycji środkowego, obecnie zawodnik Polskiego Cukru Pszczółki Startu Lublin.
8 lipca 2016, po rocznej przerwie, zasilił ponownie klub Asseco Gdynia. 8 czerwca 2017 został zawodnikiem TBV Startu Lublin.

## Osiągnięcia
Stan na 20 lutego 2023.
Drużynowe
- Wicemistrz Polski (2020)
- Finalista Pucharu Polski (2022[3], 2023[4])
- Awans do:
  - PLK z:
    - Polonią 2011 Warszawa (2009)
    - AZS-em Politechniką Warszawską (2011)

  - I ligi z AZS-em Politechniką Warszawską (2009)